# نگوین فان لانگ
نگوین فان لانگ (انگلیسی: Nguyễn Phan Long؛ ۱۸۸۹ – ۱۶ ژوئیه ۱۹۶۰) سیاستمدار اهل ویتنام بود. وی از ۲۰ ژانویه ۱۹۵۰ تا ۷ مه ۱۹۵۰ نخست‌وزیر ویتنام جنوبی بود.
نگوین فان لانگ در ۱۶ ژوئیه ۱۹۶۰، در سن ۷۱ سالگی درگذشت.